# Bürgeranwalt
Bürgeranwalt ist eine Fernsehsendung des Österreichischen Rundfunks (ORF) auf dem Kanal ORF 2.
Die Sendung wird wöchentlich samstags um 18:00 Uhr in ORF 2 ausgestrahlt und derzeit von Peter Resetarits präsentiert und moderiert.

## Inhalt der Sendung
Die ORF-Magazinsendung bietet Bürgerinnen und Bürgern, die sich von der Obrigkeit oder „übermächtigen“ Gegnern ungerecht behandelt fühlen, eine Plattform, ihr Problem öffentlich darzustellen und wenn möglich, einer einvernehmlichen Lösung zuzuführen.
In Reportagen wird jeweils der Sachverhalt und die Sichtweise einer beschwerdeführenden Person geschildert, danach wird im Studio über den Fall diskutiert. Die drei Volksanwälte nehmen als Gäste regelmäßig an der Sendung teil, aber auch Rechtsanwälte, Patientenanwälte und Ombudspersonen ergänzen mit ihren Fällen das Repertoire der Sendung. In der Rubrik Nachgefragt werden Fälle, die nicht direkt in der Sendung gelöst werden können, weiterverfolgt und die Entwicklung in ein bis zwei Kurzbeiträgen pro Sendung dargestellt. Das Team der Redaktion besteht derzeit neben dem Moderator und Sendungschef Peter Resetarits aus Patrick Hibler, Markus Preslmayr, Kristina Schmidt-Labenbacher, Christoph Seibel, Barbara Stanton, Marianne Waldhäusl, Katharina Windbichler und Sabine Zink.

## Geschichte der Sendung
Die Sendung wurde bis zum Jahr 1991 unter dem Titel Ein Fall für den Volksanwalt ausgestrahlt. Danach wurden nur mehr vereinzelt Fälle der Volksanwaltschaft in der von Walter Schiejok moderierten Sendung Konflikte behandelt.
Im Jahr 2001 wurde die Sendung Volksanwalt – gleiches Recht für alle benannt. 2007 erhielt das ORF-Format seinen aktuellen Sendungsnamen Bürgeranwalt. Die Sendung zählt zu den beliebtesten Fernsehsendungen im ORF – die Kooperation mit der Volksanwaltschaft feierte im Jahr 2012 ihr zehnjähriges Bestehen.